# Titularbistum Ingila
Ingila (lat. Dioecesis Ingelina) ist ein ehemaliges Bistum der römisch-katholischen Kirche und heute ein Titularbistum. 
Der Bischofssitz war die gleichnamige antike Stadt, das heutige Eğil in der Landschaft Ingilene nördlich von Amida (dem heutigen Diyarbakır) in der römischen Provinz Mesopotamia im östlichen Teil der heutigen Türkei. Das historische Bistum war der Kirchenprovinz Amida zugeordnet.
| Titularbischöfe von Ingila |                               |                                                             |                   |                   |
| Nr.                        | Name                          | Amt                                                         | von               | bis               |
| 1                          | Severios Giuseppe Valakuzhyil | Apostolischer Administrator von Tiruvalla (Indien)          | 29. August 1938   | 25. Juli 1950     |
| 2                          | André Jacques CICM            | Apostolischer Vikar von Boma (Belgisch-Kongo)               | 23. Dezember 1950 | 10. November 1959 |
| 3                          | Armand Coupel                 | emeritierter Bischof von Saint-Brieuc-Tréguier (Frankreich) | 19. Januar 1961   | 7. Juni 1966      |